# Phân họ Ráy
Phân họ Ráy (danh pháp khoa học: Aroideae) là một phân họ thực vật có hoa trong họ Ráy (Araceae). Nó là phân họ lớn nhất trong họ Araceae và chứa khoảng 72 chi. Các loài trong phân họ Aroideae có đặc trưng là phấn hoa có gai mà không có sporopollenin (lớp thành ngoài cứng của phấn hoa và bào tử) và khe mở.

## Các chi
- Aglaodorum, Schott
- Aglaonema, Schott: Minh ty
- Alocasia, (Schott) G. Don, nom. cons.: Ráy, bạc hà (không nhầm với cây bạc hà chi Mentha họ Hoa môi - Lamiaceae)
- Amorphophallus, Blume cũ Decne., nom. cons.: Khoai nưa (khoai na)
- Ambrosina, Bassi
- Anchomanes, Schott
- Anubias, Schott
- Aridarum, Ridl.
- Ariopsis, Nimmo
- Arisaema, Mart.: Thiên nam tinh, na dại
- Arisarum, Mill.
- Arophyton, Jum.
- Arum, L.: Chân bê
- Asterostigma, Fisch. & C. A. Mey.
- Biarum, Schott, nom. cons.
- Bognera, Mayo & Nicolson
- Bucephalandra, Schott
- Caladium, Vent.
- Callopsis, Engl.
- Carlephyton, Jum.
- Cercestis, Schott
- Chlorospatha, Engl.
- Colletogyne, Buchet
- Colocasia, Schott, nom. cons.: Khoai sọ (khoai môn), dọc mùng, khoai nước (môn nước).
- Cryptocoryne, Fisch. cũ Wydler
- Culcasia, P. Beauv., nom. cons.
- Dieffenbachia, Schott
- Dracunculus, Mill.
- Eminium, (Blume) Schott
- Filarum, Nicolson
- Furtadoa, M. Hotta
- Gearum, N. E. Br.
- Gonatopus, Hook. f. cũ Engl.
- Gorgonidium, Schott
- Hapaline, Schott, nom. cons.
- Helicodiceros, Schott, nom. cons.
- Heteroaridarum, M. Hotta
- Homalomena, Schott: Thiên niên kiện
- Hottarum, Bogner & Nicolson
- Jasarum, G. S. Bunting
- Lagenandra, Dalzell
- Lazarum, A. Hay
- Mangonia, Schott
- Montrichardia, Crueg., nom. cons.
- Nephthytis, Schott
- Peltandra, Raf., nom. cons.
- Philodendron, Schott, nom. cons.
- Phymatarum, M. Hotta
- Pinellia, Ten., nom. cons.: Bán hạ
- Piptospatha, N. E. Br.
- Pistia, L.: Bèo cái
- Protarum, Engl.
- Pseudodracontium, N. E. Br.
- Pseudohydrosme, Engl.
- Remusatia, Schott
- Sauromatum, Schott
- Scaphispatha, Brongn. cũ Schott
- Schismatoglottis, Zoll. & Moritzi
- Spathantheum, Schott
- Spathicarpa, Hook.
- Steudnera, K. Koch
- Stylochaeton, Lepr.
- Synandrospadix, Engl.
- Syngonium, Schott
- Taccarum, Brongn. ex Schott
- Theriophonum, Blume
- Typhonium, Schott: Bán hạ nam
- Typhonodorum, Schott
- Ulearum, Engl.
- Xanthosoma, Schott: Khoai mùng
- Zamioculcas, Schott
- Zantedeschia, Spreng., nom. cons.: Vân môn
- Zomicarpa, Schott
- Zomicarpella, N. E. Br.